# Communauté de communes Sud Roussillon
La communauté de communes Sud Roussillon est une communauté de communes française, située dans le département des Pyrénées-Orientales et la région Occitanie.

## Historique
Elle est fondée sous le nom de communauté du SCYLAS (pour Saint-Cyprien, Latour-Bas-Elne, Alénya, Saleilles), par un arrêté du préfet des Pyrénées-Orientales en date du 15 décembre 1992, avec effet au 31 décembre 1992. Elle fait suite à un syndicat à vocation unique gérant l'eau et l'assainissement (1982-1990) et à un syndicat intercommunal à vocation multiple gérant en plus de l'eau et de l'assainissement, l'éclairage public (1990-1992), structures homonymes. En 1995, la communauté du SCYLAS est rebaptisée communauté de communes Sud Roussillon.
Au commencement, la communauté de communes était composée des communes suivantes : Alénya, Latour-Bas-Elne, Saint-Cyprien, Saleilles. Cette dernière a quitté la communauté de communes au 1er janvier 2007 pour être intégrée à la communauté d'agglomération Perpignan Méditerranée.
Au 1er janvier 2013, trois nouvelles communes ont adhéré à la communauté : Montescot, Corneilla-del-Vercol, Théza.

## Territoire communautaire

### Composition
La communauté de communes est composée des 6 communes suivantes :

| Nom                   | Code Insee | Gentilé      | Superficie (km2) | Population (dernière pop. légale) | Densité (hab./km2) |
| --------------------- | ---------- | ------------ | ---------------- | --------------------------------- | ------------------ |
| Saint-Cyprien (siège) | 66171      |              | 15,8             | 11 995 (2022)                     | 759                |
| Alénya                | 66002      | Alényanais   | 5,34             | 3 712 (2022)                      | 695                |
| Corneilla-del-Vercol  | 66059      |              | 5,43             | 2 679 (2022)                      | 493                |
| Latour-Bas-Elne       | 66094      | Latourais    | 3,31             | 3 224 (2022)                      | 974                |
| Montescot             | 66114      | Montescotois | 6,02             | 1 595 (2022)                      | 265                |
| Théza                 | 66208      | Thézanais    | 4,83             | 2 181 (2022)                      | 452                |

### Démographie
| 1968  | 1975  | 1982  | 1990   | 1999   | 2008   | 2013   | 2018   |
| ----- | ----- | ----- | ------ | ------ | ------ | ------ | ------ |
| 5 309 | 6 686 | 9 067 | 13 391 | 16 734 | 20 511 | 21 958 | 23 575 |

## Administration

### Siège
Le siège de la communauté d'agglomération est situé à Saint-Cyprien.

### Les élus
Le conseil communautaire de la communauté d'agglomération se compose de 37 conseillers, représentant chacune des communes membres et élus pour une durée de six ans.
Ils sont répartis comme suit :
| Nombre de conseillers | Communes                               |
| --------------------- | -------------------------------------- |
| 18                    | Saint-Cyprien                          |
| 6                     | Alénya                                 |
| 4                     | Latour-Bas-Elne                        |
| 3                     | Corneilla-del-Vercol, Montescot, Théza |

### Présidence
| Période                                  | Période  | Identité         | Étiquette | Qualité                          |
| ---------------------------------------- | -------- | ---------------- | --------- | -------------------------------- |
| Les données manquantes sont à compléter. |          |                  |           |                                  |
| avant 2014                               | En cours | Thierry Del Poso | LR        | Maire de Saint-Cyprien (2009 → ) |

### Compétences
- Aménagement de l'espace
  - Constitution de réserves foncières (à titre facultatif)
  - Schéma de cohérence territoriale (SCOT) (à titre obligatoire)
- Développement et aménagement économique
  - Action de développement économique (Soutien des activités industrielles, commerciales ou de l'emploi, Soutien des activités agricoles et forestières...) (à titre obligatoire)
  - Création, aménagement, entretien et gestion de zone d'activités industrielle, commerciale, tertiaire, artisanale ou touristique (à titre obligatoire)
- Développement et aménagement social et culturel
  - Activités sportives (à titre facultatif)
- Développement touristique
  - Tourisme (à titre facultatif)
- Environnement et cadre de vie
  - Assainissement non collectif (à titre optionnel)
  - Autres actions environnementales (à titre facultatif)
  - Collecte des déchets des ménages et déchets assimilés (à titre optionnel)
  - Eau (Traitement, Adduction, Distribution) (à titre facultatif)
  - Traitement des déchets des ménages et déchets assimilés (à titre optionnel)
- Logement et habitat
  - Action en faveur du logement des personnes défavorisées par des opérations d'intérêt communautaire (à titre optionnel)
  - Politique du logement social (à titre optionnel)
- Production, distribution d'énergie
  - Production, distribution d'énergie (obsolète) (à titre optionnel)
- Voirie

Création, aménagement, entretien de la voirie (à titre optionnel)
- Autres
  - Gestion d'un centre de secours (à titre facultatif)
  - NTIC (Internet, câble...) (à titre facultatif)

### Régime fiscal et budget
Le régime fiscal de la communauté d'agglomération est la fiscalité professionnelle unique (FPU).